# Аден, Виктор Богданович
Виктор Богданович Аде́н (1880—1942), советский художник кино, постановщик.

## Биография
В 1903 году окончил Московское училище живописи, ваяния и зодчества, затем, в 1908 — Высшее художественное училище в Санкт-Петербурге.
После окончания ИАХ для продолжения учёбы был послан за границу в Германию, где начал работу в кинематографе. Посетил Италию и Францию.

Сотрудничал преимущественно на немецких киностудиях. Участвовал в создании фильма «Заклеймённые» (1921, режиссёр К. Т. Дрейер) и др.

Худ. В. Аден. «Чужие». 1908 г. Музей Императорской Академии Художеств

С 1925 работал в киноиндустрии СССР с такими режиссёрами, как Борис Барнет, Сергей Юткевич, Иван Пырьев, Абрам Роом, Николай Шенгелая, Степан Кеворков и др.

## Избранная фильмография
- 1920 — «Заклеймённые» (Германия)
- 1921 — «Чёрная пантера» / Die schwarze Pantherin (Германия)
- 1922 — «Возлюби ближнего своего» / Die Gezeichneten (Германия)
- 1923 — «Вешние воды» (Германия)
- 1927 — Ухабы
- 1927 — «Два друга, модель и подруга»
- 1927 — «Яд»
- 1927 — Чужая (фильм, 1927)«Чужая»
- 1927 — «Мабул»
- 1928 — «Кружева»
- 1928 — «Седьмой спутник»
- 1929 — «Привидение, которое не возвращается»
- 1929 — «Перегон смерти»
- 1929 — «Её путь»
- 1929 — «Приёмыш» (короткометражный)
- 1930 — «Ненужная вражда»
- 1930 — «Государственный чиновник»
- 1930 — «Те, которые прозрели»
- 1931 — «Две матери»
- 1931 — «Терьяк»
- 1931 — «Событие в городе Сен-Луи»
- 1933 — «Двадцать шесть комиссаров»
- 1934 — «Исмет»
- 1935 — «Шестое чувство»
- 1935 — «Игра в любовь»
- 1936 — «У самого синего моря»
- 1936 — «Алмас»
- 1936 — «Кендлиляр» (с Г. М. Алиевым)
- 1937 — «Буйная ватага»
- 1938 — «Бакинцы»
- 1939 — «Крестьяне»
- 1939 — «Горный марш»
- 1939 — Будь готов (короткометражный)
- 1941 — «Сабухи»